# Dilobocondyla cataulacoidea
Dilobocondyla cataulacoidea é uma espécie de formiga do gênero Dilobocondyla, pertencente à subfamília Myrmicinae.